# فرانس تيمرمانز
فرانس تيمرمانز (بالهولندية: Frans Timmermans)‏ (و. 1961  م) هو سياسي، ودبلوماسي هولندي، ولد في ماستريخت، هو عضوٌ في حزب العمل الهولندي (منذ 1989)، والديمقراطيون 66 (1984–1989)، ويحمل رتبة عسكرية جندي أول.

## مناصب
تولى منصب وزير الخارجية (5 نوفمبر 2012–17 أكتوبر 2014)، وعضو مجلس النواب من هولندا ‏ (17 يونيو 2010–4 نوفمبر 2012)، وعضو مجلس النواب من هولندا ‏ (19 مايو 1998–22 فبراير 2007)، ومفوض أوروبي.

## التعليم
تعلم في جامعة رادبود نايميخن، وجامعة لورين، وجامعة نانسي، وNancy 2 University ‏.

## جوائز
حصل على جوائز منها:
- نيشان الصليب الجنوبي من رتبة الصليب الأعظم
- النيشان الليتواني للغراندوق غيديمين من رتبة صليب أعظم
- Commander of the Order of the Polar Star  [لغات أخرى]‏
- نيشان الاستحقاق الروماني
- وسام الاستحقاق
- نيشان صليب تيرا ماريانا من المرتبة الأولى
- صليب نيشان الاستحقاق لجمهورية بولندا من رتبة ضابط
- وسام جوقة الشرف من رتبة فارس
- وسام عائلة أوراني - ناساو من رتبة فارس
- فرسان مالطة.

| المناصب السياسية | المناصب السياسية                                        | المناصب السياسية   |
| ---------------- | ------------------------------------------------------- | ------------------ |
| سبقه أور روزنتال | وزير الخارجية 5 نوفمبر 2012 - 17 أكتوبر 2014            | تبعه Bert Koenders |
| سبقه             | عضو مجلس النواب من هولندا 17 يونيو 2010 - 4 نوفمبر 2012 | تبعه               |
| سبقه             | عضو مجلس النواب من هولندا 19 مايو 1998 - 22 فبراير 2007 | تبعه               |

## روابط خارجية
- فرانس تيمرمانز على موقع IMDb (الإنجليزية)
- فرانس تيمرمانز على موقع مونزينجر (الألمانية)